# Gastraea

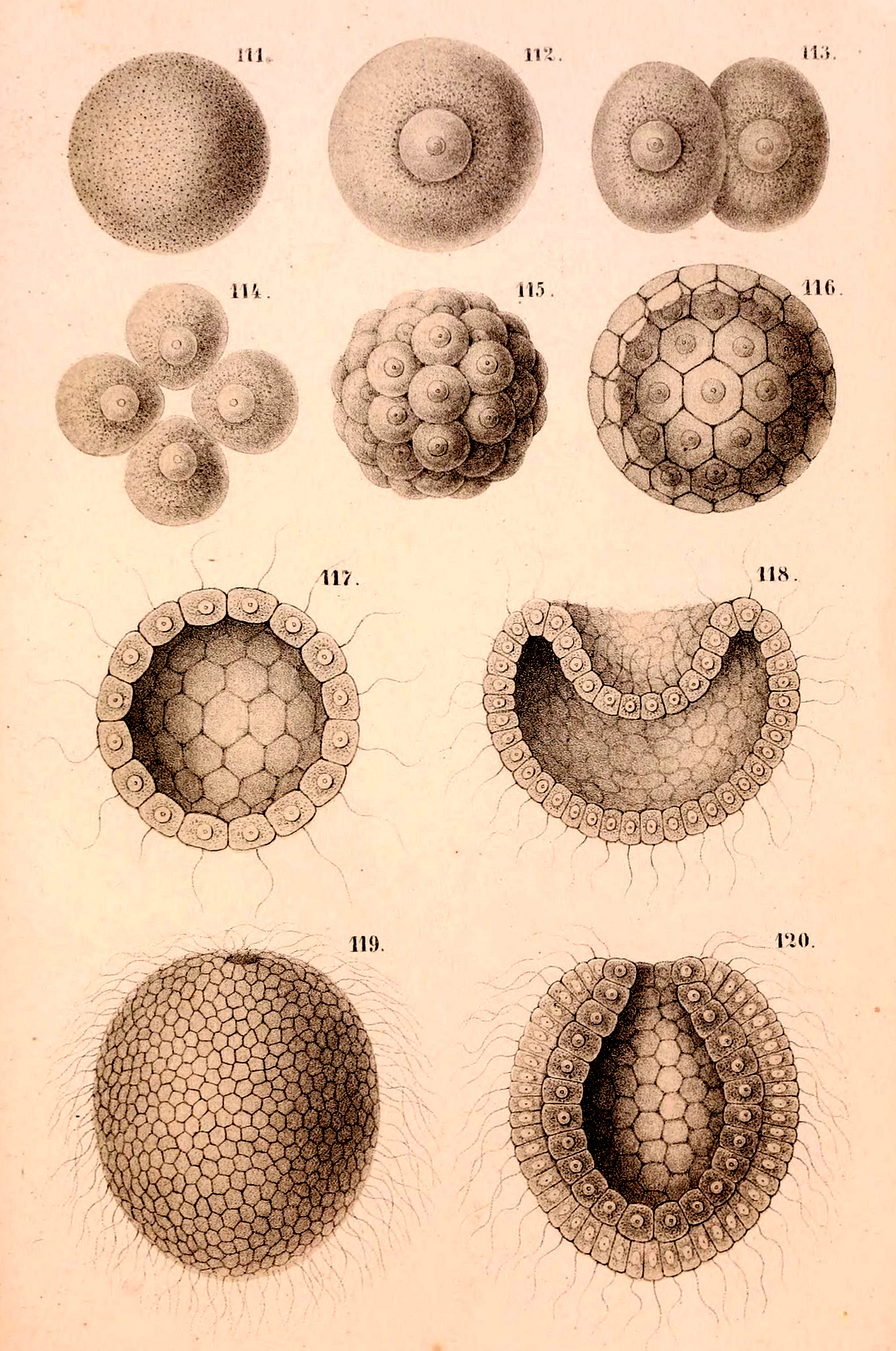
Gastraea van Ernst Haeckel. Volgens Haeckel is dit de Primordiale groef en archigastrula van Gastrophysema, een spons.

 De Gastraea is een hypothetisch organisme waarvan het bestaan is verondersteld door de Duitse wetenschapper Ernst Haeckel (1834-1919). In zijn theorie, die dateert uit 1874, formuleert  hij de hypothese over het bestaan van een dergelijk primitief dier, of een fossiel daarvan, dat alle kenmerken gehad zou moeten hebben van een gastrula. Deze gastrula zou ontstaan zijn uit de instulping van de blastula, met vorming van twee kiembladen, waarna zich een porie vormt die de mond en anus zal vormen. Dit dier zou de laatste universele voorouder zijn geweest van alle Metazoa (dieren). Het is een poging tot fylogenetische interpretatie betreffende de homologie van de kiembladen.

## Veronderstelde lichaamsbouw
Volgens Haeckel was de Gastraea een holle celzak bestaande uit cellen, vergelijkbaar met een stadium van de gastrula, met een enkele porie die tegelijkertijd diende als mond en anus. De Gastraea had twee lagen cellen: het ectoderm, dat het buitenoppervlak bekleedde, en het endoderm, dat de binnenholte bekleedde. Haeckel stelde dat de Gastraea de gemeenschappelijke voorouder van alle dieren was, en dat de verschillende stammen zich hadden gedifferentieerd als gevolg van modificaties van de twee cellagen. Deze opvatting kwam voort uit wat later de Wet van Haeckel genoemd werd, ook wel de recapitulatietheorie. Zijn theorie was gebaseerd op zijn eigen onderzoek naar kalksponzen en andere dierlijke embryo’s. De observatie dat de porie zich vormt vanuit de binnenruimte en niet, zoals bij de authentieke gastrula van hogere dieren, door het invouwen via de blastoporus van het ectoderm, werd toen niet als probleem gezien. 
Onderzoek van 2005 en later toont aan dat bepaalde sponzen waar Haeckel mee werkte, toch via een kleine instulping de dubbele laag cellen konden vormen. De cellen in de binnenste laag van de larven van deze kalksponzen differentiëren zich  in choanocyten (kraagcellen) en bezitten zweepstaartjes.

## Erkenning
Vanwege de vele ontdekkingen op het gebied van de embryologie die vervolgens gedaan werden, is Haeckels theorie over de Gastraea terzijde geschoven, ook al werd zij toentertijd door verschillende wetenschappers met interesse opgemerkt. De theorie wordt dan ook niet langer geaccepteerd door de moderne wetenschap, omdat deze gebaseerd geweest zou zijn op onjuiste aannames en een al te vereenvoudigde visie op evolutie. Onderzoek van na 2000 toont echter aan dat sponzen een gastrula-achtige embryonale ontwikkeling hebben, een stadium dat de voorouder geweest zou kunnen zijn van alle Eumetazoa. Een exemplaar van de Gastraea zelf is echter nooit gevonden, niet als levend organisme, noch als fossiel.